# Záluží (Dolní Třebonín)
Záluží je malá vesnice, část obce Dolní Třebonín v okrese Český Krumlov. Nachází se asi 2,5 km na severozápad od Dolního Třebonína. Je zde evidováno 39 adres.
Záluží leží v katastrálním území Záluží nad Vltavou o rozloze 6,95 km². V katastrálním území Záluží nad Vltavou leží i Čertyně.

## Historie
První písemná zmínka o vesnici pochází z roku 1389. Záluží bylo v letech 1930 až 1980 samostatnou obcí.

## Pamětihodnosti
- Boží muka
- Památník sestřeleného amerického letce